# Kogia breviceps

Confronto con le dimensioni di un uomo

Il cogia di Blainville (Kogia breviceps) è una delle due specie di odontoceti appartenenti alla famiglia Kogiidae. Non viene avvistato spesso in mare e la maggior parte della conoscenza della specie proviene dallo studio degli esemplari spiaggiati.

## Tassonomia
Si è a lungo dibattuto sulla corretta classificazione dei cogia di De Blainville e cogia di Owen. I due animali sono stati considerati a lungo appartenenti a un'unica specie, fino al 1966, quando uno scienziato dello Smithsonian Institute li diagnosticò definitivamente come specie separate. Il cogia di De Blainville venne classificato per la prima volta da Henri Marie Ducrotay de Blainville nel 1838.

## Descrizione fisica
Come il suo cugino gigante, il capodoglio, il cogia di De Blainville ha un organo dello spermaceti nella fronte. Nel suo intestino è presente anche una sacca che contiene un fluido rosso scuro. Il cetaceo espelle questo fluido quando è impaurito. Il suo scopo si crede che sia di confondere e disorientare i predatori.
Il cogia di De Blainville alla nascita è lungo 1,2 m, ma in età adulta raggiunge i 3,5 m. Gli adulti pesano circa 400 kg.
Le regioni inferiori sono di color crema, occasionalmente rosate, e il dorso e i fianchi sono grigio bluastro. Comunque è presente una considerevole mescolanza tra i due colori.
La testa è grande in proporzione alle dimensioni del corpo e dà all'animale un aspetto quasi rigonfio quando viene visto di lato. La mascella inferiore è molto piccola e si apre verso il basso.
Lo sfiatatoio è situato leggermente a sinistra, proprio sopra la fronte.
La pinna dorsale è davvero ridotta ed è uncinata; le sue dimensioni sono considerevolmente più piccole di quella del cogia di De Blainville e può essere usata come un carattere per distinguere le due specie.
Possiede tra i 20 e i 32 denti, tutti sulla mascella inferiore. Dietro ad ogni occhio è presente una falsa branchia.
Questo odontoceto compie movimenti quasi impercettibili. Risale in superficie molto lentamente, producendo piccoli schizzi o soffiando, e rimane immobile per parecchio tempo. A causa di questo in Giappone era storicamente conosciuto come "balena galleggiante".
Nelle immersioni si limita a sparire alla vista. La specie ha la tendenza di sfuggire alle imbarcazioni, piuttosto che avvicinarsi. È stato osservato il breaching, ma non è comune.
Sono creature solitamente solitarie, ma sono stati visti in gruppi composti fino a sei individui. Le fonti di cibo principali sono calamari e granchi.

## Popolazione e distribuzione
I cogia di De Blainville vivono nelle acque temperate degli oceani Atlantico, Pacifico e Indiano.  Gli avvistamenti in mare sono rari, così che la maggior parte dei dati proviene da animali spiaggiati - cosa che rende difficile l'individuazione di un preciso areale e di una mappa migratoria. Si ritiene che preferiscano le acque al largo della costa. Il loro stato è solitamente descritto come raro, ma zone occasionali con un'alta densità di spiaggiamenti suggeriscono che sia molto più comune di quanto ritenuto in precedenza. La popolazione totale è sconosciuta.

## Interazioni con l'uomo
I cogia di De Blainville non sono mai stati cacciati su grande scala. Balenieri appostati sulla terraferma li hanno cacciati in Indonesia, Giappone e nelle Piccole Antille. Alcuni individui sono stati rinvenuti uccisi nelle reti di altura. Ad alcuni animali spiaggiati sono state rinvenute borse di plastica nello stomaco. Non è noto tuttavia se le attività umane minaccino la sopravvivenza a lungo termine della specie.